# Dennington (Suffolk)
Pour les articles homonymes, voir Dennington.
Dennington est un village et une paroisse civile du Suffolk, en Angleterre.